# نيوف شابيل
نيوف شابيل (بالفرنسية: Neuve-Chapelle)‏ هي بلدية تقع في إقليم باد كاليه من منطقة نور با دو كاليه في شمال فرنسا. تبلغ مساحة هذه المدينة 1.86 (كم²)، وترتفع عن سطح البحر 19 م، يبلغ عدد سكانها 1374 نسمة حسب إحصاء المعهد الوطني للإحصاء والدراسات الاقتصادية سنة 2009 م. وترأس Maurice Morel البلدية خلال فترة (2008-2014).